# Писаренко, Александр Павлович
Александр Павлович Писаре́нко (1904—1970) — советский химик-органик. Изобретатель заменителей кожи.

## Биография
Профессор. В 1930—1940 годах преподавал в МТИЛП (кафедра технологии заменителей кожи) и одновременно работал в ЦНИЛ Главкожзаменителя и ЦНИИ заменителей кожи (ЦНИКЗ) НКЛП СССР.
Один из изобретателей способа ускорения процесса вулканизации (1939, А. Д. Зайончковский, А. Н. Зайончковская, В. А. Астафьев и А. П. Писаренко).
В 1950—1960-е годы заведующий кафедрой химии Заочного института советской торговли.
Умер в 1970 году. Похоронен в Москве на Ваганьковском кладбище (участок № 15).
Автор и соавтор книг
- Суран ыштымэ / Инж.-тэхн. А. П. Писарэнко. — М.: Наркомтьажпром савыктыш, 1932. — 78,[2] с.: ил.; 19 см.
- Курс органической химии. Учебник для студентов нехимических специальностей вузов / А. П. Писаренко, З. Я. Хавин — Изд. 4-е, перераб. и доп.. — Москва : Высшая школа, 1985. — 525, [2] с. : ; 22 см
- Курс коллоидной химии [Текст] : учебник для нехим. спец. вузов / А. П. Писаренко, К. А. Поспелова, А. Г. Яковлев; под общ. ред. А. П. Писаренко. — М. : Высш. шк., 1961. — 242 с. : рис., табл.
- Курс коллоидной химии. Александр Павлович Писаренко, Александр Георгиевич Яковлев, Ксения Александровна Поспелова. Изд. Высшая Школа, 1964 — Всего страниц: 246
- Коллоидная химия [Текст] : (Учеб. пособие для студентов товароведного и технол. фак.) / Проф. А. П. Писаренко, доц. К. А. Поспелова, доц. А. Г. Яковлев ; Под ред. проф. А. П. Писаренко ; Всесоюз. заоч. ин-т советской торговли. — Москва : [б. и.], 1958. — 245 с. : ил.; 22 см.
- Производство заменителей кожи [Текст] : [Учеб. пособие для школ ФЗУ и по техминимуму для рабочих] / А. П. Писаренко, И. Д. Лифшиц, З. Я. Щекин. — Москва ; Ленинград : изд. и тип. Гизлегпрома в Л., 1950. — 255 с., 1 л. черт. : ил.; 23 см.

## Награды и премии
- Сталинская премия II степени (10 апреля 1942) — за изобретение и внедрение в промышленность заменителей кожи
- заслуженный деятель науки и техники РСФСР (1965)